# Wake Up! Stadium Tour
El Wake Up! Stadium Tour es una gira de estadios sudamericana de la banda de rock estadounidense System of a Down, la cual marca la primera visita de la agrupación a la región desde 2015. Comenzará el 24 de abril de 2025 en Bogotá, para recorrer en nueve fechas Sudamérica y finalizar el 14 de mayo de 2025 en Sao Paulo.

## Antecedentes y desarrollo
Serj Tankian, vocalista de la banda, mencionó en una entrevista el desinterés que le provocaban las giras largas, debido a la redundancia artística de repetir el mismo espectáculo, por ello decantaba su preferencia hacia los conciertos únicos, eventos especiales, los que hacen que cada actuación vuelva a ser divertida.
Por ello, en 2024, anuncian tres ciudades para estos conciertos únicos, en East Rutherford, Chicago y Toronto, los cuales tendrían la compañía de Korn, Avenged Sevenfold y Deftones respectivamente. Respetando la misma filosofía, la agrupación anuncia su regreso a Sudamérica, por primera vez en diez años, con siete fechas en estadios de la región, visitando Colombia, Perú, Chile, Argentina y Brasil entre abril y mayo del 2025. La venta general comenzó el 19 de diciembre, agotando todas sus fechas, con excepción de Curitiba, en cuestión de minutos, lo cual provocó el anuncio de una segunda fecha en Sao Paulo y los rumores de posibles segundas fechas en otras ciudades.
El 11 de febrero de 2025 se anuncia el concierto final de la gira, siendo el tercero en la ciudad de Sao Paulo, el cual se realizaría en compañía de la banda estadounidense AFi y la agrupación local Ego Kill Talent.

## Fechas
| Fecha (2025)    | Ciudad          | País            | Recinto                 | Telonero(s)                 |
| América del Sur | América del Sur | América del Sur | América del Sur         | América del Sur             |
| --------------- | --------------- | --------------- | ----------------------- | --------------------------- |
| 24 de abril     | Bogotá          | Colombia        | Estadio El Campín       | Ego Kill Talent             |
| 27 de abril     | Lima            | Perú            | Estadio Nacional        | Ego Kill Talent             |
| 30 de abril     | Santiago        | Chile           | Parque Estadio Nacional | Sinergia Ego Kill Talent    |
| 3 de mayo       | Buenos Aires    | Argentina       | Estadio Vélez Sarsfield | Mujer Cebra Ego Kill Talent |
| 6 de mayo       | Curitiba        | Brasil          | Estadio Couto Pereira   | Ego Kill Talent             |
| 8 de mayo       | Río de Janeiro  | Brasil          | Estadio Nilton Santos   | Ego Kill Talent             |
| 10 de mayo      | Sao Paulo       | Brasil          | Allianz Parque          | Ego Kill Talent             |
| 11 de mayo      | Sao Paulo       | Brasil          | Allianz Parque          | Ego Kill Talent             |
| 14 de mayo      | Sao Paulo       | Brasil          | Autódromo de Interlagos | AFI Ego Kill Talent         |